# San Sebastiano da Po
San Sebastiano da Po es una localidad y comune italiana de la provincia de Turín, región de Piamonte, con 1.791 habitantes.

## Evolución demográfica
| Gráfica de evolución demográfica de San Sebastiano da Po entre 1861 y 2001 |
|                                                                            |
| Fuente ISTAT - elaboración gráfica de Wikipedia                            |